# Старе Дембно
Старе Дембно (пол. Stare Dębno) — село в Польщі, у гміні Тихово Білоґардського повіту Західнопоморського воєводства.
Населення — 221 особа (2011).
У 1975-1998 роках село належало до Кошалінського воєводства.

## Демографія
Демографічна структура станом на 31 березня 2011 року:
|          | Загалом | Допрацездатний вік | Працездатний вік | Постпрацездатний вік |
| -------- | ------- | ------------------ | ---------------- | -------------------- |
| Чоловіки | 113     | 17                 | 83               | 13                   |
| Жінки    | 108     | 18                 | 62               | 28                   |
| Разом    | 221     | 35                 | 145              | 41                   |